# Szelőmódszer
A numerikus analízisben a szelőmódszer egy gyökkereső algoritmus, mely kiküszöböli az érintő-módszer (Newton-módszer) fő fogyatékosságát: nem használja fel a függvény deriváltjának analitikus kifejezését, hanem numerikusan közelíti meg azt.

## A módszer
Legyen két kezdeti pont xn‒1 és xn, megkeressük a nekik megfelelő függvényértékeket majd az (xn‒1, f(xn‒1)) , (xn, f(xn)) pontokon keresztül megszerkesztünk egy egyenest. Ez lesz tulajdonképpen a szelő (lásd a grafikont jobbra).

A szelőmódszer első két lépése. A piros vonal az f függvény képe, a kék vonalak pedig a szelők.

Felírjuk az egyenes egyenletét, és alkalmazzuk erre a sajátos esetre:
{\displaystyle y-f(x_{n})={\frac {f(x_{n})-f(x_{n-1})}{x_{n}-x_{n-1}}}(x-x_{n}).}
Most legyen xn+1 a fenti egyenes egy gyöke. Behelyettesítve a képletbe, mivel y=0:
{\displaystyle f(x_{n})+{\frac {f(x_{n})-f(x_{n-1})}{x_{n}-x_{n-1}}}(x_{n+1}-x_{n})=0.}
Ezt átrendezve megkapjuk a keresett összefüggést.
A módszer alapja tehát a következő rekurzív képlet:
{\displaystyle x_{n+1}=x_{n}-{\frac {x_{n}-x_{n-1}}{f(x_{n})-f(x_{n-1})}}f(x_{n}).}
A fenti összefüggésből jól látható, hogy szükséges két kezdeti pont: x0 és x1, melyek megfelelően kell legyenek kiválasztva, lehetőleg minél közelebb a keresett gyökhöz.

## A módszer konvergenciája
A szelőmódszer akkor konvergens, tehát xn akkor tart az f függvény gyökéhez, ha a kezdeti x0 és x1 értékek megfelelően vannak választva. Ebben az esetben, a módszer konvergenciája:
{\displaystyle \alpha ={\frac {1+{\sqrt {5}}}{2}}\approx 1.618}
ez tulajdonképpen az aranymetszés. A módszer szupralineáris.

## Összehasonlítás más gyökkereső módszerrel
A szelőmódszer tulajdonképpen az érintő módszer diszkretizált változata. Az érintő módszer (Newton-módszer) rekurzív összefüggése:
{\displaystyle x_{n+1}=x_{n}-{\frac {f(x_{n})}{f'(x_{n})}}}
ahol ha használjuk a derivált következő közelítését:
{\displaystyle f'(x_{n})\approx {\frac {f(x_{n})-f(x_{n-1})}{x_{n}-x_{n-1}}}.}
visszakaphatjuk a szelőmódszer alapképletét.
Ha megfigyeljük, a Newton-módszer gyorsabban konvergál (másodrendű), mint a szelőmódszer, de annak szüksége van a függvény kiértékelésére és annak deriváltjára is, minden lépésnél. Így a gyakorlatban a szelőmódszer gyorsabb, mint a Newton-módszer. Például ha figyelembe vesszük, hogy a függvény deriváltját egy adott pontban meg kell határozni, a program két lépést tudna elvégezni a szelőmódszerrel az idő alatt, míg a Newton módszer egy lépést.

## Program C-ben
A következő program meghatározza azt a pozitív x-et, ahol cos(x) = x³, tehát ez a szelőmódszer alkalmazása a következő függvényre:
f(x) = cos(x) ‒ x³
A kilépési feltételek legyenek a következőek:
1. {\displaystyle |x_{n+1}-x_{n}|<\epsilon }
2. {\displaystyle n>m}

ahol m egy előre megadott lépésszám, és ε a maximális hiba.
```
#include
 
<stdio.h>

#include
 
<math.h>

double
 
f
(
double
 
x
)

{

    
return
 
cos
(
x
)
 
-
 
x
*
x
*
x
;

}

double
 
Szelomodszer
(
double
 
xn_1
,
 
double
 
xn
,
 
double
 
e
,
 
int
 
m
)

{

    
int
 
n
;

    
double
 
d
;

    
for
 
(
n
 
=
 
1
;
 
n
 
<=
 
m
;
 
n
++
)

    
{

        
d
 
=
 
(
xn
 
-
 
xn_1
)
 
/
 
(
f
(
xn
)
 
-
 
f
(
xn_1
))
 
*
 
f
(
xn
);

        
if
 
(
fabs
(
d
)
 
<
 
e
)

            
return
 
xn
;

        
xn_1
 
=
 
xn
;

        
xn
 
=
 
xn
 
-
 
d
;

    
}

    
return
 
xn
;

}

int
 
main
(
void
)

{

    
printf
(
"%0.15f
\n
"
,
 
Szelomodszer
(
0
,
 
1
,
 
5E-11
,
 
100
));

    
return
 
0
;

}

```

A program futása után a következő eredményt kapjuk: 0.865474033101614. Alatta pedig láthatjuk, hogy lépésenként hogyan konvergál a program:
{\displaystyle x_{0}=0\,\!}
{\displaystyle x_{1}=1\,\!}
{\displaystyle x_{2}=0.685073357326045\,\!}
{\displaystyle x_{3}=0.{\underline {8}}41355125665652\,\!}
{\displaystyle x_{4}=0.{\underline {8}}70353470875526\,\!}
{\displaystyle x_{5}=0.{\underline {865}}358300319342\,\!}
{\displaystyle x_{6}=0.{\underline {86547}}3486654304\,\!}
{\displaystyle x_{7}=0.{\underline {8654740331}}63012\,\!}
{\displaystyle x_{8}=0.{\underline {865474033101614}}\,\!}
ahol az aláhúzott számjegyek a helyes értékek.
Az ábrán megfigyelhető piros színnel az f függvény, az utolsó szelő pedig kékkel.

## Fordítás
Ez a szócikk részben vagy egészben  a   Secant method című angol Wikipédia-szócikk fordításán alapul.  Az eredeti cikk szerkesztőit annak laptörténete sorolja fel. Ez a jelzés csupán a megfogalmazás eredetét és a szerzői jogokat jelzi, nem szolgál a cikkben szereplő információk forrásmegjelöléseként.